# Guibemantis
A Guibemantis a kétéltűek (Amphibia) osztályába, a békák (Anura) rendjébe és az aranybékafélék (Mantellidae) családba tartozó Mantellinae alcsalád neme. A nem nevét Jean Marius René Guibé francia herpetológus tiszteletére kapta.

## Elterjedése
Az nembe tartozó fajok Madagaszkár endemikus fajai.

## Rendszerezésük
A nembe a következő fajok tartoznak:
- Guibemantis albolineatus (Blommers-Schlösser & Blanc, 1991)
- Guibemantis albomaculatus Lehtinen, Glaw, Vences, Rakotoarison, & Scherz, 2018
- Guibemantis annulatus Lehtinen, Glaw & Vences, 2011
- Guibemantis bicalcaratus (Boettger, 1913)
- Guibemantis depressiceps (Boulenger, 1882)
- Guibemantis diphonus Vences, Jovanovic, Safarek, Glaw, & Köhler, 2015
- Guibemantis flavobrunneus (Blommers-Schlösser, 1979)
- Guibemantis kathrinae (Glaw, Vences & Gossmann, 2000)
- Guibemantis liber (Peracca, 1893)
- Guibemantis methueni (Angel, 1929)
- Guibemantis milingilingy Bletz, Scherz, Rakotoarison, Lehtinen, Glaw, & Vences, 2018
- Guibemantis pulcher (Boulenger, 1882)
- Guibemantis punctatus (Blommers-Schlösser, 1979)
- Guibemantis tasifotsy Lehtinen, Glaw, Andreone, Pabijan & Vences, 2012
- Guibemantis timidus (Vences & Glaw, 2005)
- Guibemantis tornieri (Ahl, 1928)
- Guibemantis wattersoni Lehtinen, Glaw & Vences, 2011
- Guibemantis woosteri Lehtinen, Glaw, Vences, Rakotoarison, & Scherz, 2018